# Mario Carillo
Pour les articles homonymes, voir Carillo.
Mario Carillo est un acteur italien né à Naples le 15 mai 1883 et mort à Rome le 3 décembre 1958.

## Filmographie partielle
- 1923 : Rosita, chanteuse des rues (Rosita) d'Ernst Lubitsch et Raoul Walsh
- 1923 : Fleur des sables (en) (The Song of Love) de Chester M. Franklin et Frances Marion
- 1925 : Sa sœur de Paris (Her Sister from Paris) de Sidney Franklin
- 1925 : L'Aigle noir (The Eagle) de Clarence Brown
- 1925 : The Only Thing de Jack Conway
- 1926 : Le Torrent (Torrent) de Monta Bell
- 1927 : La Vie privée d'Hélène de Troie (The Private Life of Helen of Troy) d'Alexander Korda